# Royllo Insula
La Royllo Insula è una struttura geologica della superficie di Titano.